# Kiscsécs
Kiscsécs is een plaats (község) en gemeente in het Hongaarse comitaat Borsod-Abaúj-Zemplén. Kiscsécs telt 219 inwoners (2001).
Het dorpje ligt aan de Sajó at Girincs rivier.